# Hoàng Cương, Hồ Bắc
Hoàng Cương (tiếng Trung: 黄冈市, bính âm: Huánggāng Shì, âm Hán-Việt: Hoàng Cương thị) là một địa cấp thị tại tỉnh Hồ Bắc, Trung Quốc.

## Phân chia hành chính
Hoàng Cương chia thành 12 đơn vị cấp huyện, bao gồm 1 quận, 2 thành phố cấp huyện và 7 huyện:
| Huyện               |                                    |            |
| 1                   | Hồng An                            | 红安县     |
| 2                   | La Điền                            | 罗田县     |
| 3                   | Anh Sơn                            | 英山县     |
| 4                   | Hy Thủy                            | 浠水县     |
| 5                   | Kỳ Xuân                            | 蕲春县     |
| 6                   | Hoàng Mai                          | 黄梅县     |
| 7                   | Đoàn Phong                         | 团风县     |
| Thành phố cấp huyện |                                    |            |
| 8                   | Vũ Huyệt                           | 武穴市     |
| 9                   | Ma Thành                           | 麻城市     |
| Quận                |                                    |            |
| 10                  | Hoàng Châu                         | 黄州区     |
| Khu vực khác        |                                    |            |
| 11                  | Khu hành chính Long Cảm Hồ         | 管理区     |
| 12                  | Khu phát triển kinh tế Hoàng Cương | 经济开发区 |

| Bản đồ                                                                                                |
| --- |
| Hoàng Châu Đoàn Phong Hồng An Hy Thủy Kỳ Xuân Hoàng Mai La Điền Anh Sơn Vũ Huyệt Ma Thành Hồ Long Cảm |